# Zhang Kechun
Zhang Kechun, (en chinois 张克纯 ) né en 1980 dans la province du Sichuan est un photographe chinois contemporain. 
Il est célèbre pour ses photographie évoquant l'importance du paysage dans l'identité chinoise contemporaine à travers ses deux séries : The Yellow River et Between the Mountains and the Water. Il vit et travaille à Chengdu en Chine.

## Biographie
La première série de Zhang The Yellow River montre les effets de la modernisation le long du troisième plus long fleuve d'Asie.
Sa seconde série Between the Mountains and the Water continue d'explorer la relation entre les habitants et la terre sur laquelle ils vivent et travaillent. 
Zhang Kechun a gagné le Concours de photographie du National Geographic en 2008. Il a remporté le prix Daylight Photo Award et le prix découverte des Rencontres d'Arles en 2014. Il a fait partie des listes de présélection des prix Three Shadow Photo Award et Sony World Photography Awards en 2012 et 2013 et du Prix HSBC pour la photographie en 2014.
Ses travaux sont collectionnés internationalement par de nombreux musées et collections privées aux États-Unis, en France, en Allemagne, au Japon, et en Chine comme au Chinese Image and Video Archive au Canada, au Musée d'art du Williams College aux États-Unis et à l'Académie centrale des beaux-arts de Chine.[réf. nécessaire]

## Expositions
2016
- Between the Mountains and Water, La Galerie, Hong-Kong[4]
- Art Souterrain, Montréal, Québec [5]

2015
- The Yellow River, La Galerie, Hong-Kong [4]

2014
- Les Rencontres d'Arles, Arles, France[6]

2013
- Photoquai : 4e biennale des images du monde, Musée du quai Branly, Paris, France [7]
- Exposition pour la 6e édition du prix de L'Iris d'or, Somerset House, Londres
- Première BienCollection Exposition, Première Biennale de photographie de Pékin, China Millennium Monument, Beijing, Chine
- Festival international de photographie de Delhi, Delhi, Inde
- Cinquième Biennale de photographie internationale de Dali, Dali, Chine
- Troisième édition du Festival Look 3 de photographie, Charlottesville, États-Unis
- Troisième édition de l'exposition de Photographie Multi-dimension de Chengdu, Musée d'Art de Fanmate, Chengdu, Chine
- Remote Places, Close Spaces, Street Level Photoworks, Glasgow, Écosse
- Première édition du Future Master Exhibition, Winshare Art Museum, Chengdu, Chine

2012
- Get It Louder, Sanlitun Village, Pékin, Chine
- The Interactions Yixian International Photo Festival, Yixia, Chine
- Huitième Festival de photographie d'Angkor, Siem Reap, Cambodge
- There there Exposition de photographies, Comté de Cork, Irlande
- 4e Biennale de photographie internationale de Jinan, Jinan, Chine
- Future, Académie centrale des beaux-arts de Chine, Pékin, Chine
- Exposition 2013 du Three Shadows Photography Award, Three Shadows Photography Art Centre, Pékin, Chine[8]

2010
- Right In Front of Your Eyes, Centre international de photographie, Chengdu, Chine
- Exposition de la photographie documentaire du Sud, Guangdong, Chine

## Récompenses
- Concours de Photographie du National (2008)[9]
- Présélection du Sony World Photography Awards (2013)[10]
- Prix Découverte, Les Rencontres d'Arles pour The Yellow River (2014)

## Collections
- Chinese Image and Video Archive, Canada
- Musée d'Art du Williams College, États-Unis
- Académie centrale des beaux-arts de Chine, Chine